# NGC 7634
NGC 7634 је спирална галаксија у сазвежђу Пегаз која се налази на NGC листи објеката дубоког неба.
Деклинација објекта је + 8° 53' 15" а ректасцензија 23h 21m 41,7s. Привидна величина (магнитуда) објекта NGC 7634 износи 12,6 а фотографска магнитуда 13,6. Налази се на удаљености од 52,0000 милиона парсека од Сунца. NGC 7634 је још познат и под ознакама UGC 12542, MCG 1-59-62, CGCG 406-85, PGC 71192.